# دانلد و سیب‌هایش
دانلد و سیب‌هایش (Donald Applecore) یک فیلم کوتاه انیمیشن آمریکایی محصول ۱۹۵۱ به کارگردانی جک هانا و تهیه‌کنندگی والت دیزنی است. در این فیلم، دانلد داک یک کشاورز سیب است که سعی دارد محصول خود را از دست چیپ و دیل نجات دهد.